# 龔雲從
龔雲從（1510年—？），字時際，福建興化府莆田縣人，軍籍，明朝政治人物。

## 生平
嘉靖十六年（1537年）丁酉科福建鄉試第三十二名舉人。嘉靖二十年（1541年）中式辛丑科會試第五十八名，登第三甲第一百六十九名進士。二十三年任钱塘县知县。歷官連州知州、廣信府同知、南京户部员外郎。

## 家族
曾祖龔永慶；祖父龔汝安；父龔體璣，母周氏。严侍下。弟龚云仍。